# Grammaire du sanskrit
 (décembre 2010).
Cette page contient des caractères spéciaux ou non latins. S’ils s’affichent mal (▯, ?, etc.), consultez la page d’aide Unicode.
La grammaire du sanskrit comprend, au sens strict, la morphologie et la syntaxe de la langue sanskrite. La morphologie décrit la formation des mots de cette langue, la syntaxe étudie l'agencement de ces mots dans les phrases.

## Prolégomènes
Pour un article plus général, voir Sanskrit.
L'étude de la grammaire du sanskrit permet de mieux comprendre les citations en sanskrit que présentent les articles relatifs à la culture indienne, et prépare la lecture d'une vaste littérature rédigée en sanskrit. Un survol de l'évolution de la langue qui se figea dans le sanskrit classique, la découverte de ses systèmes d'écriture, et un hommage rendu aux grammairiens qui transmirent ce savoir de l'antiquité à nos jours, préparent l'exposé de cette grammaire.

## Sciences propédeutiques
Suivre l’évolution de la langue du proto-hittite jusqu'au hindi contemporain, étudier la phonologie du sanskrit, se tourner ensuite vers les écritures du sanskrit et ses transcriptions, se souvenir enfin de quelques érudits anciens et modernes, permet d'aborder avec fruit la grammaire du sanskrit.

### Histoire du sanskrit
L'histoire du sanskrit couvre trois grandes périodes détaillées dans l'article en épigraphe.
- Paléo-indien du hittite au védique,
- Méso-indien du préclassique au classique,
- Néo-indien du sanskrit aux langues indiennes contemporaines.

### Phonologie du sanskrit
La phonétique du sanskrit est l'étude des sons élémentaires de cette langue. 

L'orthophonie (bonne prononciation)

La phonologie est la science qui élabore une théorie des phonèmes. Elle nomme phonèmes les sons élémentaires, abstraits d'une langue (ici, du sanskrit), étudiés en fonction de leurs points d'articulation, de leurs modes d'émission, de leurs durées, et cela sans tenir compte de leurs valeurs grammaticales ou sémantiques.
Le premier phonologue (connu) du sanskrit fut le grammairien Pāṇini, qui discrimina dans l'ensemble des 46 sons fondamentaux de sa langue deux groupes de phonèmes : les vocaliques et les consonantiques.

### Écritures du sanskrit
Les langues indiennes utilisent diverses écritures, la plus courante étant la devanāgarī. La difficulté d'imprimer les caractères nāgarī- en Occident imposa aux érudits européens l'usage de diverses translittérations et transcriptions. Le moyen international d'écrire le sanskrit est l'IAST.

### Philologie du sanskrit
Différents érudits anciens et modernes s'attachèrent à l'étude du sanskrit. Des grammairiens indiens d'époque ancienne, des philologues indiens modernes, mais aussi de nombreux philologues occidentaux répertoriés dans l'article en épigraphe.

## Grammaire
La grammaire du sanskrit étudie la morphologie et la syntaxe de la langue sanskrite.

### Morphologie
La morphologie étudie successivement les racines, les thèmes et leurs dérivations primaire et secondaire, les flexions nominale et verbale, et les mots invariables.

#### Racines

##### Lexème
La racine est l'élément fondamental du mot sanskrit. Sa structure est ternaire et comprend généralement une initiale consonantique, une vocalisation, et une finale consonantique (e.g. TUD-). À quelques racines manquent un  ou deux de ces trois éléments théoriquement constitutifs de la racine (e.g. AD-,   DHÂ-,   I- ,). Le tiret qui suit la racine marque l'absence de terminaison grammaticale nécessaire pour que le mot puisse fonctionner dans le contexte (samhitâ) d'une phrase.

##### Alternances vocaliques
En sanskrit une racine se présente sous la forme C1VC2 où C représente une consonne et V une voyelle. La voyelle peut présenter trois degrés consistant en l'ajout d'un a qui se combine à la voyelle de base . Par exemple, pour une voyelle de base i (degré zéro ou faible ou réduit), le degré plein (ou fort) est a + i qui devient e. Le degré accru (ou long) est a + e qui devient la diphtongue notée ai (à prononcer comme le mot français ail). De même avec un degré réduit u le degré plein est o (a + u) et le degré accru au (diphtongue à prononcer comme l'allemand au). Avec un degré réduit a, les choses se brouillent un peu car le degré plein est ā (a long) semblable au degré accru. Enfin quatre sons pouvaient, dans la période antérieure au sanskrit, prendre une valeur vocalique ou consonantique. Il s'agit de r, l, n et m (formes consonantiques). En sanskrit les formes vocaliques des deux premières se sont maintenues et s'écrivent ṛ et ḷ (r ou l avec un point souscrit) actuellement prononcées comme un r ou un l suivi d'un i court ou d'un u court). Les nasales, n et m, sont devenues toutes les deux a en sanskrit. Les degrés pleins sont alors ar, al, an, am (n et m refaisant leur apparition) et les degrés accrus ār, āl, ān, ām. Les alternances vocaliques interviennent dans la dérivation et la morphologie (conjugaison et déclinaison).

#### Thèmes

##### Dérivation
Dérivation primaire
L'utilisation d'affixes permet de créer des mots nouveaux en partant de la racine. Ces affixes  sont des préfixes (e.g. adhiKAR-) des infixes (e.g. BHInaD-) ou des suffixes (e.g. MANana-). Ces mots dérivés ont un sens plus spécifique que celui, très général, de la racine.
L'utilisation d'affixes permet au mot de passer de l'état de racine à l'état de thème (déclinable ou conjugable selon les règles de flexion décrites ci-après).
Dérivation secondaire
La dérivation secondaire est analogue (utilisation d'affixes) mais part d'un dérivé primaire et non de la racine. Ce mode de dérivation permet entre autres de passer d'un dérivé primaire masculin à son dérivé secondaire correspondant féminin. (e.g. DÂtr.- DÂtrî-)

#### Mots
La lexicologie conçoit chaque mot (lemme) comme un radical (lexème) entouré d'affixes. La racine sanskrite est l'élément fondamental du radical-lexème.
La mentalité védique ne séparait pas les notions de signifiant et signifié. Les mots védiques n'étaient pas conçus comme des étiquettes apposées à des objets. Un "pouvoir dynamique" se manifeste dans l'élocution de chaque mot sanskrit, infusé en lui par cette syllabe fondamentale que nous nommons racine. Ce pouvoir s'incarne dans un corps humain vivant qui prononce des syllabes puissantes modulées par les affixes qui lui donnent l'aspect des mots d'un chant magique très fortifiant (telle est la fonction des chandas du rigveda). Le texte écrit n'a aucun pouvoir d'évocation, il n'est que l'empreinte graphique de ce qui est dit, une sorte d'aide-mémoire.

##### Flexion nominale
Des désinences complètent les thèmes décrit ci-dessus, afin de constituer des mots fléchis pouvant entrer en contexte (samhitâ) dans une phrase.
La catégorie de nom recouvre en sanskrit les noms, pronoms, noms de nombre et adjectifs. En sanskrit un nom se décline: il ajoute au thème nu une désinence qui indique le genre, le nombre, et le cas du mot rendu capable de rejoindre une phrase.
- Les trois genres sont: le masculin, le féminin, le neutre.
- Les trois nombres sont: le singulier, le duel, le pluriel.
- Les cas sont au nombre de 8: le nominatif, l'accusatif, l'instrumental, le datif, l'ablatif, le génitif, le locatif, le vocatif.
- Les désinences :

##### Flexion verbale
La construction d'un verbe se forme à partir de sa racine.  On note un alternance vocalique de la racine en fonction du genre, du nombre et du temps utilisé. Trois systèmes de conjugaisons existent : le présent, l'aoriste, le parfait.
- Les genres : masculin, féminin, neutre.
- Les nombres : singulier, duel, pluriel.
- Les voix : actif, moyen, (le passif dispose d'un thème propre).
- Les temps du système du présent : le présent, l'imparfait, le futur, l'injonctif, le subjonctif, l'optatif présent, l'impératif présent, le participe présent, le participe passé, le passif, le causatif, le dénominatif, le désidératif, l'intensif, l'absolutif, le futur périphrastique.
- Les temps du système du parfait :
- Les temps du système de l'aoriste :

| Tableau récapitulatif | Tableau récapitulatif | Voix active | Voix active | Voix active | Voix médiane | Voix médiane | Voix médiane   |
| --------------------- | --------------------- | ----------- | ----------- | ----------- | ------------ | ------------ | -------------- |
| Tableau récapitulatif | Tableau récapitulatif | Singulier   | Duel        | Pluriel     | Singulier    | Duel         | Pluriel        |
| Primaire              | Première personne     | mi          | vás         | más         | é            | váhe         | máhe           |
| Primaire              | Deuxième personne     | si          | thás        | thá         | sé           | ā́the         | dhvé           |
| Primaire              | Troisième personne    | ti          | tás         | ánti, áti   | té           | ā́te          | ánte, áte      |
| Secondaire            | Première personne     | am          | vá          | má          | í, á         | váhi         | máhi           |
| Secondaire            | Deuxième personne     | s           | tám         | tá          | thā́s         | ā́thām        | dhvám          |
| Secondaire            | Troisième personne    | t           | tā́m         | án, ús      | tá           | ā́tām         | ánta, áta, rán |
| Parfait               | Première personne     | a           | vá          | má          | é            | váhe         | máhe           |
| Parfait               | Deuxième personne     | tha         | áthus       | á           | sé           | ā́the         | dhvé           |
| Parfait               | Troisième personne    | a           | átus        | ús          | é            | ā́te          | ré             |
| Impératif             | Première personne     | āni         | āva         | āma         | āi           | āvahāi       | āmahāi         |
| Impératif             | Deuxième personne     | dhí, hí, —  | tám         | tá          | svá          | ā́thām        | dhvám          |
| Impératif             | Troisième personne    | tu          | tā́m         | ántu, átu   | tā́m          | ā́tām         | ántām, átām    |

Les suffixes primaires sont utilisés avec les formes présente, indicative et future. Les suffixes secondaires sont utilisés avec les temps imparfait, conditionnel, aoriste et optatif. Les suffixes parfait et impératifs sont utilisés avec le parfait et l'impératif respectivement.

### Syntaxe
La syntaxe étudie l'emploi des cas, l'usage des temps et modes verbaux, la composition nominale et la phrase nominale.

#### Composition nominale
La composition est un trait notable du système nominal du sanskrit. Elle permet de joindre en un thème deux thèmes indépendants qui forment dès lors un mot composé. Dans la langue littéraire, de tels mots composés peuvent contenir jusqu’à plusieurs dizaines de thèmes, comme cela arrive dans certaines langues modernes comme l’allemand ou le finnois. Les composés nominaux obéissent morphologiquement à la règle suivante : seul le dernier thème du composé porte la désinence flexionnelle, et le genre du composé est celui de ce dernier thème ; les autres constituants, quel qu’en soit le nombre, figurent sous la forme du thème nu (sans désinences). Les paradigmes des quatre sortes de composés en sanskrit furent repris par la linguistique moderne pour signaler divers modes de composition dans d'autres langues que le sanskrit.
- Composés de type dvandva (composés copulatifs, ou coordonnés) : Ce type de composés juxtapose des mots formant une énumération de deux ou plusieurs éléments. Le composé porte une désinence duelle s'il comporte deux éléments, une désinence plurielle s'il comporte plus de deux éléments, une désinence du neutre singulier si l'on considère que les éléments forment un tout (exemple : mâtâpitâ, formé de mâtṛ, mère, et de pitṛ, père, signifie les parents).
- Composés de type bahuvrîhi (composés exocentriques, ou possessifs) : Ces composés se rapportent à un référent qui n'est directement lié à aucun des constituants du mot, mais dont ils indiquent un trait distinctif permanent ou contingent (exemple : le terme bahuvrihi est lui-même un mot composé de bahu, beaucoup et de vrîhi, riz ; il s'applique à un champ pour en dénoter la grande fertilité). Grammaticalement, ce type de composés s'accordent en genre et en nombre avec le terme auquel ils se réfèrent.
- Composés tatpurusha (IAST tatpuruṣa):
- Composés karmadhâraya :

#### Ouvrages généraux
- Françoise Bonnefoy et dix-sept autres auteurs, Chronologie de l'histoire mondiale : grands événements classés par année (de 4000 av. J.-C. à 1977 de notre ère) et par rubrique (208 pages), grands hommes cités dans un tableau synoptique (de 700 av. J.-C. à 1977 de notre ère) en 57 pages polychromes, index alphabétique, et quatorze planisphères historiques, collection Chronos, Sélection du Reader's Digest, première édition, Paris, 1978, 378 pages.
(Le tableau synoptique cite de nombreux grands indiens, de Bouddha à Gandhi, mais l'histoire de l'Inde commence, dans la section événements, en 2000 av. J.-C.).
- Georges Ifrah, Histoire universelle des chiffres, ouvrage publié avec le concours du Centre national de la recherche scientifique, Editions Seghers, Paris, 1981, 568 pages.
(Origine des chiffres "indo-arabes" au chapitre 30, informations relatives aux écritures indiennes anciennes, et repères chronologiques en fin d'ouvrage).
- Nadine Stchoupak, Chrestomathie sanskrite, préfacée par Louis Renou, publication de l'institut de civilisation indienne, Librairie d'Amérique et d'Orient, Adrien Maisonneuve, Jean Maisonneuve successeur, Paris, 1977, 88 pages.
(Contient une rareté : un lexique du français au sanskrit).
- Pierre-Sylvain Filliozat : Le sanskrit, 2019, Éd. PUF, Coll.: QUE SAIS JE, 4ème éd.,  (ISBN 978-2715402294)
- Krishna Baldev Vaid, Histoire de renaissances, nouvelles présentées et traduites du hindi par Annie Montaut, avec le concours du Centre national du livre, ouvrage bilingue hindi-français, Langues & Mondes, l'Asiathèque, Paris 2002, 211 pages  (ISBN 2-911053-81-8)
(Pour se familiariser avec l'écriture nâgarî- contemporaine).
- Alexandre Langlois, membre de l'Institut, Rig-Véda ou livre des hymnes, traduit du sanscrit, deuxième édition datée de 1872 revue, corrigée et augmentée d'un index analytique par Ph. Ed. Foucaux, réimpression en 1984, Librairie d'Amérique et d'Orient, Jean Maisonneuve successeur, Paris, 646 pages  (ISBN 2-7200-1029-4)
(Nombreuses transcriptions de mots sanskrits « à la française », antérieures au Xe Congrès des Orientalistes en 1894).

#### Grammaires
- Louis Renou, Grammaire sanskrite, Paris, 1935
- Louis Renou, Grammaire védique, Paris, 1952
- Louis Renou, Grammaire sanskrite élémentaire, 109 pages, Librairie d'Amérique et d'Orient, Adrien Maisonneuve, J.Maisonneuve, succ., Paris, 1978.
- Jan Gonda, professeur à l'université d'Utrecht, (traduit de l'allemand par Rosane Rocher, aspirant du fonds national belge de la recherche scientifique), Manuel de grammaire élémentaire de la langue sanskrite, 173 pages, E.J. Brill, Leiden, & Adrien Maisonneuve, Paris, 1966 (Éd. revue et corrigée 1997, réimpression 2002).
- Jean Varenne, professeur à l'université de Provence, Grammaire du sanskrit 128 pages, Presses Universitaires de France, coll. « Que sais-je ? », n° 1416, Paris,  (ISBN 9782130358947)
- Sylvain Brocquet, Grammaire élémentaire et pratique du sanskrit classique, avec exercices corrigés et textes, Bruxelles, Safran (éditions), coll. « Langues et cultures anciennes », 2010, 544 p. (ISBN 978-2-87457-020-9)
- Manfred Mayerhofer, Grammaire de sanskrit accompagnée d’explications de linguistique comparée. Traduite par Fabrice Duvinage
- Sylvain Brocquet, Grammaire élémentaire et pratique du sanskrit, 592 pages, 2e édition, Safran  (ISBN 978-2-87457-086-5)

#### Lexiques
- Monier Monier-Williams, A sanskrit-english Dictionary, Oxford, 1899 (mis en ligne par l'Université de Cologne sous le titre Monier-Williams Sanskrit-English Dictionary - Révision 2008).
- N. Stchoupak, L. Nitti et Louis Renou, Dictionnaire sanskrit-français, 897 pages, Librairie d'Amérique et d'Orient, Jean Maisonneuve Successeur, Paris 1932, réédition 1987 (réimpression, 2008)  (ISBN 2-7200-1049-9)
- (en) R.S.McGregor, Oxford Hindi-English Dictionary, 1083 pages, Oxford University Press, Delhi, 1993 (réimpression 2002).  (ISBN 0-19-864339-X)
 Cet ouvrage contient de nombreux mots sanskrits en devanâgarî et translittération genevoise.
- Gérard Huet, Dictionnaire Héritage du Sanscrit (mis en ligne depuis le 10 décembre 2008). Dernière mise  à jour: version 3.20 du 1er décembre 2019. Consulté le 23 décembre 2019, 994 pages téléchargeables (PDF).